# Barbodes collingwoodii
Barbodes collingwoodii és una espècie de peix cipriniforme de la família dels ciprínids.

## Morfologia
Els mascles poden assolir els 21,5 cm de longitud total.

## Distribució geogràfica
Es troba a Borneo.